# Sóng độc

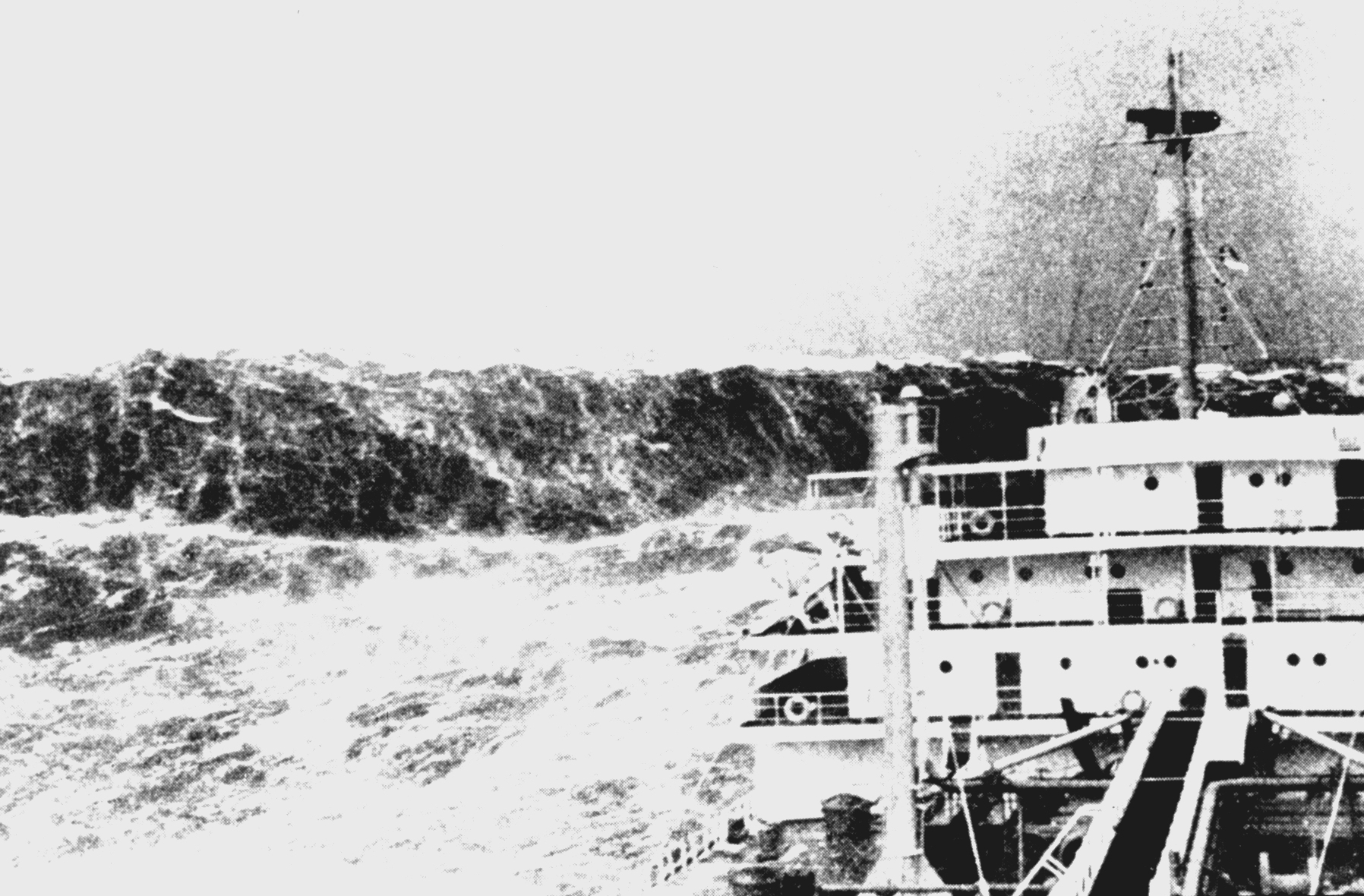
Con tàu buôn đang lao động trên biển cả khi một con sóng lớn dập dềnh. Những con sóng lớn phổ biến gần đường 100 - fathom trong Vịnh Biscay. Xuất bản vào mùa thu năm 1993 trong Nhật ký thời tiết của Mariner. Nguồn: Thư viện ảnh NOAA

Sóng độc hay còn gọi là sóng sát thủ, sóng lừng (tiếng Anh: rogue wave, freak wave hoặc monster wave) là một loại sóng xuất hiện bất ngờ và đơn độc trên biển với kích thước khổng lồ, chiều cao có thể hơn 20-30 mét. Với chiều cao này, sóng độc trở thành mối hiểm họa không thể lường trước ngay cả với những tàu biển có trọng tải lớn.
Cần phải phân biệt sóng độc với sóng thần - loại sóng sinh ra từ địa chấn và chỉ xuất hiện ở những vùng nước nông - gần bờ.
Đã có một thời gian dài người ta không tin vào sóng độc, cho đó là điều ảo tưởng, vì sự xuất hiện của nó không nằm trong một quy luật sóng biển nào, đồng thời cũng không đủ chứng cứ chứng minh cho sự tồn tại của nó. Thế nhưng, những cuộc nghiên cứu mới đây trong phạm vi dự án MaxWave (sóng cực đại) - một dự án khảo sát bề mặt đại dương với sự trợ giúp của 2 vệ tinh ERS-1 và ERS-2 thuộc Cơ quan vũ trụ châu Âu (ESA) - đã ghi nhận được trong vòng 3 tuần xuất hiện trên các đại dương 10 ngọn sóng độc với chiều cao hơn 25 mét. Những phát hiện này đã buộc phải có sự nhìn nhận lại về nguyên nhân đắm của những con tàu vận tải biển khổng lồ (có chiều cao tương đương) trong 2 thập kỷ trước.